# Helena (roman)
Helena (COBISS) je pripovedno delo Marije Kmet, ki ga je Zvezna tiskarna v Ljubljani izdala leta 1921. Delo je napisano v obliki spominov in razdeljeno na dva dela, prvi ima 13 poglavij, drugi pa 11. 

## Zgodba
Helena, mlada učiteljica, dobi službo v hriboviti vasi Bukovica, čeprav je na tihem hrepenela po odhodu v svet. Zaradi osamljenosti se na hitro in brez pomisleka poroči z bogatim trgovcem Jožetom, zgolj zaradi želje po udobnem življenju. Kmalu ugotovi, da je materialno bogastvo ne osrečuje. Hrepeni po prijateljstvu in ljubezni, duhovni sreči, česar ji mož, ki se posveča le poslom, ne more dati. Trpljenje in občutek osamljenosti se stopnjujeta, zato odide v Trst, kjer naključno sreča prijateljico iz šolskih dni in ostane pri njej. Tu spozna tudi profesorja Potočnika, s katerim se zbliža in zaplete. Ko morata prekiniti zvezo, saj sta oba poročena, Helena izgubi vso razsodnost. Popolnoma obupana se vrne domov, kjer zaradi posmehovanja družine in Jožetovega novega razmerja z Rezo poskuša narediti samomor, a ji ne uspe. Telesno in duhovno izčrpana spet zbeži v Trst. Za njo pride pošta, da se je Jože ponesrečil in umrl. Za moževo smrt krivi sebe, češ da jo je bog kaznoval, ker je grešila. Ponovno se vrne v Bukovico, kjer celotno premoženje prepiše na Jožetovega nezakonskega sina, vendar bo do njegovega osemnajstega leta s premoženjem upravljala sama. Helena je popolnoma resignirana, vendar bolj ko ne še vedno životari.  